# Корнилович, Борис Юрьевич
Борис Юрьевич Корнилович (15 августа 1950, Киев — 26 августа 2021, Киев) — доктор химических наук, профессор, лауреат Государственной премии Украины в области науки и техники, член-корреспондент НАНУ (2003).

## Биография
Родился 15 августа 1950 г. в Киеве.
После окончания Киевского политехнического института с 1973 по 2007 г. работал в Институте коллоидной химии и химии воды АН Украины, с 1988 г. зам. директора по научной работе.
С 2008 г. зав. кафедрой химической технологии Киевского политехнического института и одновременно зав. отделом экологической химии Института сорбции и проблем эндоэкологии НАНУ. В вузе читал курсы:
- физико-химия современных неорганиеских материалов;
- прикладная химия неорганических керамических маптериалов;
- современные проблемы силикатного материаловедения.

Доктор химических наук (1992), профессор (2002), член-корреспондент НАНУ (2003).
Лауреат Государственной премии Украины в области науки и техники 2017 г. за цикл работ «Оценка, прогнозирование и оптимизация состояния водных экосистем Украины» (авторский коллектив: Забокрицкая М. Р., Осадчий В. И., Корнилович Б. Ю., Никифорович Е. И., Линник П. Н., Протасов А. А., Щербак В. И., Хильчевский В. К., Набиванец Ю. Б.).
Умер 26 августа 2021 года. Похоронен вместе с семьей на Байковом кладбище Киева.